# Croton pullei
Espèce
Croton pullei est une espèce de plantes à fleurs du genre Croton et de la famille des Euphorbiaceae, présente au nord de l'Amérique du Sud.
Il a deux sous-espèces :
- Croton pullei var. glabrior, Lanj., 1939
- Croton pullei var. pullei, présent au Surinam